# Перченков, Евсей Вульфович
Евсей Владимирович (Вульфович) Перченков (1929 — 2020) — советский архитектор, специалист в области отдыха и туризма. Брат живописца Г. В. Перченкова. Член-корреспондент Международной Академии Архитектуры (1992). Заслуженный архитектор РСФСР (1989).

## Биография
Родился в Москве, в еврейской семье 21 сентября 1929 года. Отец Перченков Вульф (Владимир) Григорьевич — инженер по отоплению и вентиляции зданий. Мать Перченкова Бронислава Евсеевна — машинистка. Еще в школьные годы — увлечение художниками и архитекторами привело к романтической мечте о создании «Дома для человека», подсознательно олицетворявшей смутное представление о Добре и Служении.
1947—1953 годы — учеба в МАРХИ — время послевоенного периода советской архитектуры, когда анализировались и не находили подтверждений положения «изобразительной» архитектуры — время, когда, несмотря ни на что, накапливался опыт объемно-пространственного мышления.
После окончания МАРХИ в 1953 — 1955 годах работал в Иркутске в Облпроекте, где выполнил ряд проектов для городов Иркутск, Черемхово, Усолье-Сибирское, Тулун.
По возвращении в Москву поступил на работу в «ЦНИИЭП курортных зданий и туристских комплексов», где проработал 40 лет до выхода на пенсию в 1995 году, в том числе в мастерской В. К. Жилкина.
Начало творческой работы совпало с кампанией по борьбе с излишествами в архитектуре, с выходом соответствующего Постановления в 1956 года, раскрепостившим творческие возможности архитектора. Одновременно с этим вырабатывалось принципиально новое понимание архитектуры — отказ от изобразительной архитектуры в пользу функционально-конструктивного подхода с соответствующим тектоническим выражением.
В этот период (50 — 60 годы) встал на путь органической архитектуры, провозгласившей известные принципы — соответствие реальным условиям местности, современной технике, применяемым материалам и функциональной потребности. Органичное слияние со средой естественно видоизменяет и организует пространство, а принципы связи конструкции, функции, формы в пространстве приближается к объективным критериям в архитектуре, когда само пространство является ее материалом.
Помимо архитектуры постоянное занятие живописью и графикой поставило в своё время вопрос о выборе между архитектурой и живописью. Но к тому времени уже осуществлялся в строительстве ряд многофункциональных, значительных объемно-пространственных комплексов, и собственное положение в архитектуре достаточно упрочилось.
В восприятии природы Перченков отдает предпочтение суженному масштабу средней полосы России, скорее приближающемуся к северу с тонкими отношениями грустного лиризма, нежными цветовыми нюансами. Этим объясняется и характер его живописи, который можно определить как лирический пейзаж, органично соответствующий настроению, внутренней эмоциональной напряженности автора.
В 1995 году Евсей Перченков получил лицензию на организацию персональной творческой архитектурной мастерской («ПТАМ Е. В. Перченкова»). С этого времени проектирует и строит гораздо менее значимые объекты в Подмосковье, в «Поленово» Тульской области.

## Семья
- жена Елена Анатольевна Поленова (6 мая 1927 — 4 апреля 2016), выпускница МАРХИ, работала архитектором и художником-оформителем. Внучка русского художника Василия Поленова.

## Основные работы

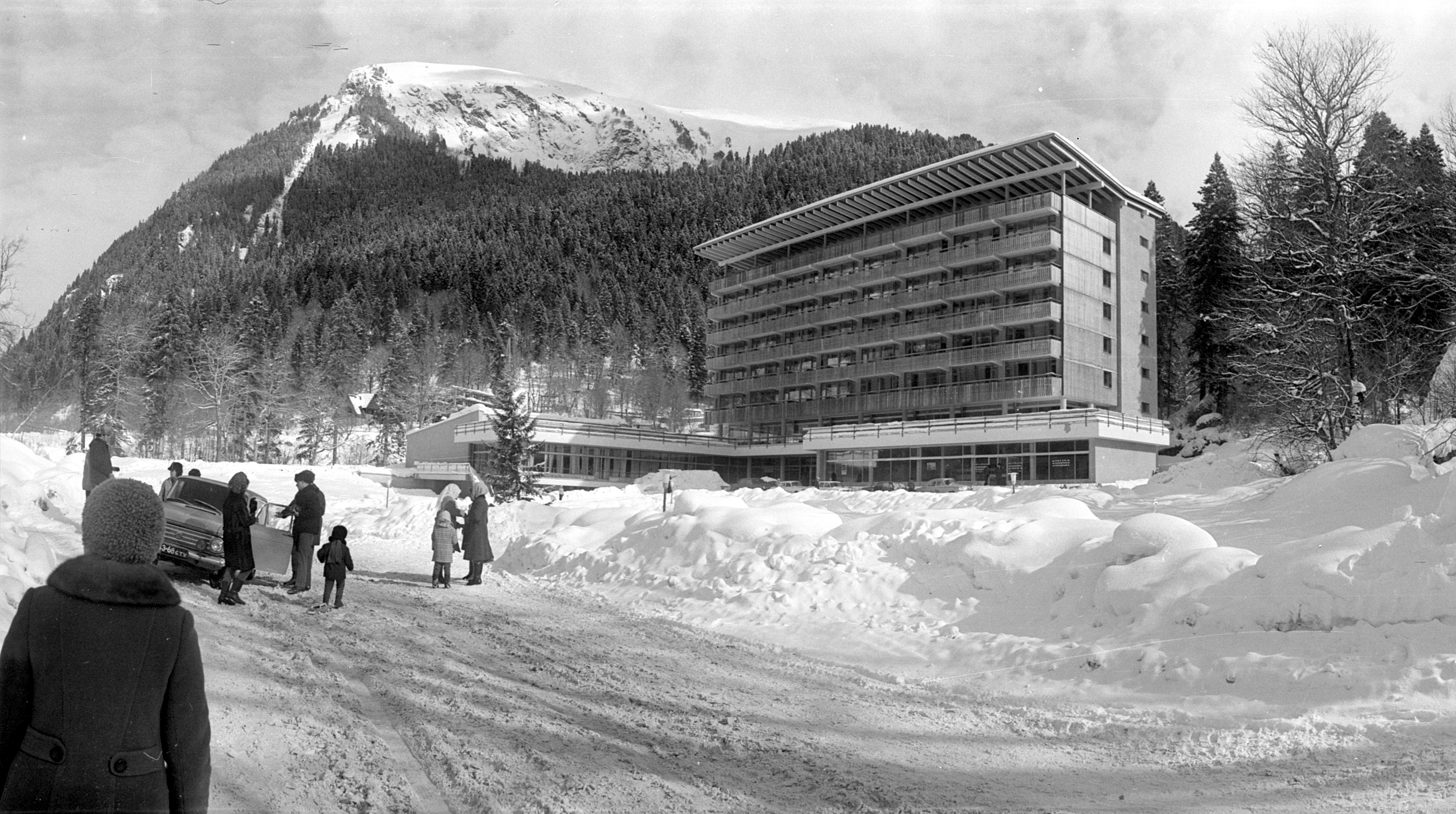
Домбай, Гостиница "Домбай", 1974
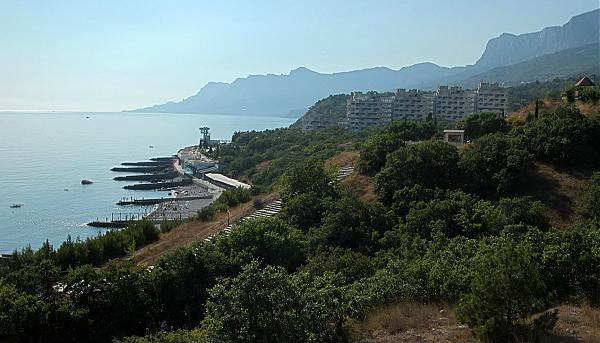
Санаторий «Зори России» - ландшафное решение
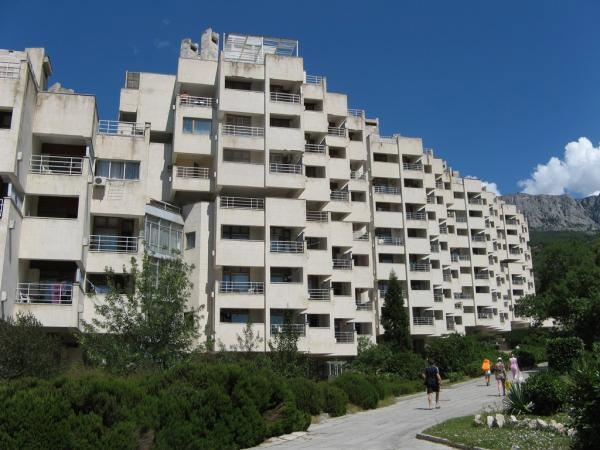
Санаторий «Зори России» - спальные корпуса

- Туристско-спортивная гостиница «Домбай», Домбай, Карачаево-Черкесская Республика (1972) (архитекторы В. К. Жилкин, Г. Н. Костомаров, Е. В. Перченков, Г. С. Суворова; Государственная премия РСФСР в области архитектуры, 1975 год)[3]
- Здание посольства СССР, Лусака, Замбия (1973)
- Дом отдыха «Понизовка», Крым (1980) (Премия Совета Министров СССР, 1983; Диплом первой степени на конкурсе на лучший построенный комплекс в УССР, 1979)
- Санаторий «Зори России» (бывший Зори Украины) (1986), Понизовка (Нижний Кикенеиз), Крым (выдвижение на Государственную премию СССР, 1986; Дипломы Союза Архитекторов СССР и Московского отделения Союза Архитекторов РСФСР, 1986)
- Санаторий Министерства гражданской авиации (1992), Симеиз, Крым
- Центр экскурсионного обслуживания в музее-усадьбе Поленово.